# Battaglia di Fidene (426 a.C.)
La battaglia di Fidene del 426 a.C. si svolse tra l'esercito romano, guidato dal Mamerco Emilio Mamercino alla sua terza dittatura, ed una coalizione nemica, formata da Fidenati ed Etruschi di Veio.
I Romani ebbero la meglio e la città di Fidene fu distrutta.

## Antefatto
Nel 426 a.C. furono nominati tribuni consolari Tito Quinzio Peno Cincinnato, Gaio Furio Pacilo Fuso, Marco Postumio Albino Regillense e Aulo Cornelio Cosso, con il compito di condurre la guerra contro Veio, colpevole di razziare i territori romani.
Effettuata la leva, mentre Marco Postumio rimase a guardia della città, gli altri tre tribuni condussero l'esercito romano in territorio etrusco. Vennero però sconfitti, più per la loro incapacità nel coordinare le proprie azioni che per il valore del nemico.
A Roma la notizia della sconfitta fu accolta con terrore, anche perché i Fidenati avevano ucciso i coloni romani, tanto che il Senato decise di nominare un dittatore, ricorrendo per la terza volta a Mamerco Emilio Mamercino.

## La battaglia

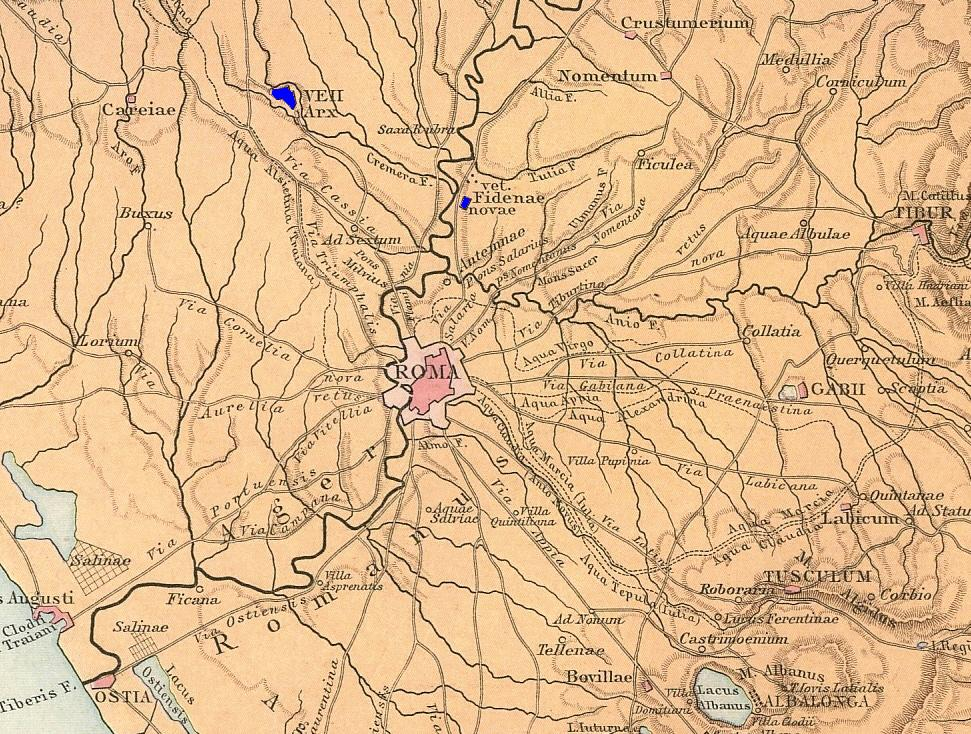
Roma e dintorni in epoca storica

Mentre i Veienti attraversavano il Tevere e si radunavano a Fidene, Mamerco Emilio Mamercino nominò Aulo Cornelio Cosso Magister equitum e inicominciò ad arruolare l'esercito per l'imminente battaglia.
Emilio, mentre faceva accampare l'esercito ad un miglio e mezzo da Fidene, protetto a destra dalle alture e a sinistra dal fiume Tevere ordinò al proprio legato Tito Quinzio Peno Cincinnato di occupare, non visto, un colle alla spalle dei nemici.
Lo scontro avvenne il giorno successivo e fu violentissimo.
I Romani avevano già fatto vacillare i nemici, quando da Fidene uscì una massa di soldati, urlante e armata di fuochi, che portò scompiglio tra le file degli attaccanti.
Il dittatore reagì facendo entrare nello scontro la riserva precedentemente nascosta e la cavalleria, che scompaginò i nemici, correndo tra loro a briglia sciolta e che, alzando un gran polverone, ne rallentava i movimenti.
Attaccati da due lati e impediti dalle scorribande dei cavalieri romani, i Veienti abbandonarono il campo di battaglia rifugiandosi al di là del Tevere, mentre i Fidenati arretravano verso la propria città, inseguiti dalle forze fresche romane. Queste ultime riuscirono a entrare a Fidene, raggiunte poco dopo dal resto dell'esercito romano.
(Tito Livio, Ab Urbe condita, IV, 34.)

## Conseguenze
Il giorno successivo, dopo aver premiato i più meritevoli tra i Romani con uno o più prigionieri, il dittatore portò il resto dei fidenati a Roma, dove furono venduti all'asta come schiavi.